# Former Ghosts
Former Ghosts — постпанк-проект бывшего члена группы This Song Is a Mess But So Am I Фредди Руперта, сформированный им в 2009 году вместе с Джеми Стюартом из группы Xiu Xiu, Ясмин Киттлс из TEARIST, а также певицей Никой Розой Даниловой, выступающей под сценическим псевдонимом Zola Jesus. Руперт является лидером коллектива и автором песен, которые по стилю сравнивают с Joy Division.

## История
В интервью Фредди Руперт рассказал об образовании группы. По его словам, многие песни были написаны ещё до Former Ghosts и пришлись к месту в новом проекте Руперта. Первым к нему присоединился Джейми Стюарт, фронтмен и гитарист альтернативной группы Xiu Xiu. Идея совместного постпанк коллектива приходила Стюарту и Руперту давно, но оба были слишком заняты, чтобы заняться им вплотную. Руперт пригласил американскую исполнительницу российского происхождения Нику Розу Данилову, будучи поклонником её творчества в группе Zola Jesus. Он попросил её записать одну из песен, и был настолько впечатлён присланным результатом, что пригласил её в группу в качестве постоянного участника.

## Отзывы
Дебютный сингл группы, «Hold On», интернет-журнал Pitchfork сравнил с творчеством группы Joy Division: «Это похоже на то, что уже было у Joy Division, если бы Иэн Кёртис купил Casio и позвал остальных участников группы». Сайт Allmusic поставил дебютному альбому, Fleurs, 3,5 балла из пяти: «Former Ghosts вызывают чувство оторванности вместе с бесстрашием, с которым сравнится немногая часть их сверстников». Альтернативное музыкальное издание Fingers Become Thumbs причислило Fleurs к списку лучших альбомов 2009 года, отметив мрачные и рефлексирующие мелодии Руперта. Prefix Magazine нашёл группу «местами блестящей», но отметил, что сотрудничество могло бы получиться и более плодотворным.

## Дискография
- Fleurs (2009)
- New Love (2010)